# A Cowboy's Stratagem
A Cowboy's Stratagem è un cortometraggio muto del 1912 scritto e diretto da Bannister Merwin.

## Trama
Innamorato di Jessie Scadds, una ragazza venuta dall'Est, Frank Fuller, un giovane cowboy, ha paura della reazione dei suoi genitori perché teme che non lo vorranno come genero. Cercando di ingraziarseli, riesce nell'intento con la madre di Jessie, ma il signor Scadds si rivela un osso duro. I due innamorati, che non vogliono risolvere la cosa ricorrendo alla solita fuga, pensano a un piano alternativo. Frank ha un'idea: un cowboy che Scadds non conosce gli venderà o scambierà con lui un cavallo. Intanto gli altri cowboy amici di Frank fingeranno di perlustrare il paese alla ricerca di un cavallo rubato e quando lo troveranno nelle mani di Scadds, lo accuseranno del suo furto. La pena per l'abigeato, da quelle parti, è l'impiccagione. I cowboy porteranno il disgraziato sotto a un albero dove dovrebbero appenderlo. Solo in quel momento arriverà Frank che salverà in extremis Scadds il quale, a quel punto, dovrà per forza essergli grato e assentire al suo matrimonio con Jessie. Il piano funziona: Scadds - che ormai non ha più niente contro Frank - accoglie il suo eroico soccorritore nella sua cerchia familiare fino a quel momento impenetrabile e il matrimonio è fatto.

## Produzione
Il film fu prodotto dalla Edison Company.

## Distribuzione
Distribuito negli Stati Uniti dalla General Film Company, il film - un cortometraggio di 185 metri - uscì nelle sale cinematografiche il 2 marzo 1912. Nelle proiezioni, veniva programmato con il sistema dello split reel, accorpato in un'unica bobina con un altro cortometraggio prodotto dalla Edison, la commedia The Jam Closet.